# The Beautiful Leading Lady
The Beautiful Leading Lady è un cortometraggio muto del 1914 diretto da C. Jay Williams.

## Produzione
Il film fu prodotto dalla Edison Company.

## Distribuzione
Distribuito dalla General Film Company, il film - un cortometraggio in una bobina - uscì nelle sale cinematografiche degli Stati Uniti il 21 febbraio 1914.